# 长须梯毛虫
长须梯毛虫（学名：Scalisetosus longicirrus）为多鳞虫科梯毛鳞虫属的动物。分布于红海、印度洋、斯里兰卡、日本以及中国南海等海域。